# مصطفى الزموري
سعيد بن حدو (1500 - 1539) المعروف باسم مصطفى الزموري والملقب الأزموري وفي المصادر الأجنبية بأسماء إستيبان وإستيبان إلمورو وإستيبانيكو وستيفن الأسود وستيفن مور وستيفن الصغير"[بحاجة لمصدر]) كان من شمال أفريقيا، من منطقة أزمور، غرب المغرب. كان أول شخص معروف ولد في شمال أفريقيا وصل إلى الأرض التي أصبحت الولايات المتحدة القارية بعد فترة تزيد عن قرنين. بيع بسوق الرقيق إثر مجاعة 1520-1521 في المغرب لينضم إلى أول حملة استكشافية للمناطق المسماة حاليا بولاية فلوريدا جنوب شرق أمريكا في عام 1527 مع أكثر من 400 رجل تحت قيادة المستكشف ألفار نونييز كابيزا دي فاكا. كان واحدا من الأربعة الناجين من الجوع والعطش والمرض وسهام الهنود.
لعب استفانيكو دورا محوريا في استكشاف جنوب الولايات المتحدة الأمريكية الحالية ومات في مدينة سيبولا الأسطورية إحدى مدن الذهب السبع لدى الهنود الحمر. يعتبر استفانيكو أول أجنبي تطأ رجله أرضها.

## نشأته
ولد إستيفانيكو بمدينة أزمور على ضفاف نهر أم الربيع في بداية القرن السادس عشر ميلادي وبالضبط حوالي عام 1503م. قبل الاستعمار البرتغالي لأزمور بعشر سنوات.
أحفاد مصطفى الزموري بالرباط :
أحفاد مصطفى الزموري، المعروفون أيضًا باسم إستيبانيكوالازموري حيمي، أقاموا في مدينة الرباط لعدة قرون. مصطفى الزموري شخصية تاريخية مهمة، ولد بالمغرب في أواخر القرن الخامس عشر، ويعتبر من أوائل المستكشفين الأفارقة للعالم الجديد. تم القبض عليه واستعباده قبل المشاركة في رحلة نارفايز إلى أمريكا.
واليوم، يعيش أحفاده في مدينة الرباط، المدينة التي حافظت على تراثها وتاريخها. حافظت هذه العائلات على تقاليد ثقافية غنية وساهمت في النسيج الاجتماعي والتاريخي للمدينة. إن وجود أحفاد مصطفى الزموري في مدينة الرباط هو شهادة حية على التاريخ القديم والارتباط العميق الذي يربط المغرب بتاريخ العالم. نسله معروف بألقاب مختلفة. وهم عائلة الأزموري مصطفى حيمي الأزموري....

## المستكشف
انطلقت الرحلة الاستكشافية التي ضمت ثلاثمائة رجل داخل فلوريدا يقودهم دي نارفاييز وليس معهم سوى على أربعين حصانا. لم يضعوا في حسبانهم أن هذه المغامرة قد تدوم طويلا وقد تكون هي المغامرة الأخيرة لهم لم يكونوا يظنون أنه لن ينجو من تلك المغامرة سوى أربعة على رأسهم استيفانيكو الذي حصل على الشهرة واعتقت رقبته.
مرت ثلاثة أشهر وسط الأدغال والمستنقعات والمواجهات مع الهنود. توفي خلالها أربعون فردا من أعضاء الحملة، إما بسهام قبيلة (البويبلوس) الهندية أو من جراء الأمراض أو الجوع أو الغرق. لم يعثر الفاتحون على الذهب الذي كانوا يسعون إليه وتبخر حلمهم. وقرر القائد العودة إلى خليج بامبا والعودة من حيث أتوا. لكن المفاجأة الكبرى أنهم لم يجدوا مراكبهم ولا رجاله الذين تركهم على الساحل.
لم يبق أمامهم خيار سوى إنقاذ أنفسهم من خلال صنع قوارب بديلة للرحيل. وعملوا طوال ستة أسابيع حتى لم يبق لديهم سوى حصان يتيم لأنهم كانوا يقتاتون من لحوم جيادهم واستخدموا ملابسهم لتصبح أشرعة وأبحروا. لكن بعد يوم أو يومين تعفن الماء المخزون في قرب مصنوعة من جلود الجياد ولم يعودوا يمتلكون سوى قليل من الشعير.
ظلت مياه المسيسيبي تتلاعب بهم وتهددهم بالموت وهم يعانون الجوع والعطش وحرارة الشمس. لكن حظهم كان أفضل من حظ الآخرين الذين غرقت قواربهم باستثناء واحد كان يقوده دي فاكا.
التقى الناجون من ركاب القاربين وعددهم ثمانين فردا من ضمنهم قائد الحملة بانفيلو دي نارفاييز على شاطئ جزيرة أطلقوا عليها اسم (مالهادوا) أي التعاسة. تمكن المركبان من السير على سواحل لويزيانا طيلة أربعة أيام لكن زوبعة عنيفة فرقتهما وانتهى أمر مركب استيفانكو إلى جزيرة «كاليفستون» وكان ذلك في 1528. أما الباقون ذهبوا ضحية الجوع والعطش أو قتلوا على يد الهنود.
أخد الهنود الأزموري ورفاقه الثلاثة. عامل السكان الأصليون الأربعة بطيبة فتبخر هلعهم وظل الأربعة خمس سنوات في الأسر. في إبريل عام 1534، قرر الأربعة (استيفانيكو - دورانتيس - كاستيو - كابيزادي فاكا) الفرار أثناء غياب أهل القرية التي كانوا فيها. هكذا انطلقت رحلة الأربعة من جديد من الشرق إلى الغرب.

## أبناء الشمس
وفي 1535 توجه الأربعة نحو المكسيك وعبروا النهر الكبير، واستخدموا بعض معرفتهم بالأمور العلاجية، فعالجوا بعض السكان الأصليين. وشاع خبر معجزات الأسود والبيض الثلاثة في إنقاذ الناس من الموت مرضا فبدأت قوافل الهنود ترافقهم من قرية إلى أخرى وتهديهم الأكل والشراب وجلود الغزلان وأغطية القطن والأحجار الكريمة ومنحوتات نحاسية. وبقدر ما ذاع صيت الرجال الأربعة أصبحت الحكايات حول قدراتهم الخارقة تسبقهم مما أكسبهم هيبة بين القبائل. وأطلقوا عليهم لقب (أبناء الشمس).

## الرحلة الاستكشافية الثانية
التحق استفانيكو بالحامية العسكرية الإسبانية المتواجدة في مرسيسان –ميغل دي كوليكان الذي سينطلقون منه للوصول إلى العاصمة المكسيكية في عام 1536. حين عاد الناجون الاربعة من أول حملة استكشافية لفلوريدا رددوا على مسامع ممثلي الملك الأسباني، أن هناك مدن ذهبية أهمها مدينة سيبولا الأسطورية بل إن استفانيكو أكد رؤيتها بعينه زاعما بوجودها الفعلي. مما أدى بنائب الملك الإسباني في المنطقة إلى تعيينه ضمن حملة أخرى ستنطلق في عام 1539 تحت قيادة المبشر الراهب الفرنسيسكاني فراي ماركوس لاكتشاف مدن الذهب سيكون مرشدها هو استيفانكو.
حل الراهب عام 1530 بالمستعمرة الأسبانية جنوب القارة الأمريكية وكان طوباويا يرمي إلى تشييد مجتمعات فاضلة في أوساط السكان الأصليين أو كما يسميهم الأسبان البويبلوس.
انطلقت الحملة في فبراير عام 1539 وانقسم أفرادها كالسابق إلى قسمين إلا أن هذه المرة تقدم فريق يقوده استيفانكو وبقي القسم الثاني يقتفي أثر القسم الأول وكان يتزعمه الراهب. وكان استيفانيكو يرسل إلى رئيسه باكتشافاته عن طريق رسل يحملون صليبا يدل حجمه على اقترابه من مدن الذهب الأسطورية.
ونظرا لشهرة استيفانيكو التي اكتسبها في رحلته الأولى التي جعلته ابن الشمس القادر على علاج المرضى. فقد رافقه المئات من الهنود ليرشدوه إلى أكبر وأشهر مدن الذهب السبع الأسطورية وهي مدينة سيبولا .

## مقتله
تقول وثيقة تاريخية تعود إلى عام 1540، مترجمة من الإسبانية إلى الفرنسية: (بعد أن انفصل –استيفانيكو- عن الراهب. ظن أنه باستطاعته الاستحواذ على شرف اكتشاف مدن الذهب بمفرده وأن ذلك سيجعل منه رجلا شجاعا ومقداما في نظر الآخرين. وهكذا ترك مسافة كبيرة بينه وبين باقي أفراد البعثة. وحل في سيبولا هو ومرافقوه الهنود. ووصل استيفانيكو إلى سيبولا محملا بكمية من أحجار الفيروز الكريمة التي أهداها له البويبلوس. مرفقا بعدد هائل من النساء الجميلات التي وهبها إياه الهنود المرافقون له. وقد كان هؤلاء يلتحقون بركبه كلما عبر قبيلة معتقدين أنه سيحميهم من كل الأخطار ومرافقته لهم كفيلة باكتشاف كل العالم.
لكن سكان شيبولا كانوا أكثر ذكاء من أبناء فصيلتهم المرافقين للزنجي. ولهذا فرضوا عليه الإقامة الجبرية في كهف خارج المدينة. واستنطقه حكماؤهم وشيوخهم لمدة ثلاثة أيام لمعرفة أسباب وفوده عليهم قبل أن يجتمعوا لتقرير مصيره. قال استفانيكو لهم بأن رجلين من البيض سيلتحقان به وبأنهما موفدان من طرف نبيل يعرف ما في السماوات وأضاف بان الراهبين مكلفان بتلقين الهنود أصول الدين.
لم يصدق زعماء سيبولا المغربي وظنوه جاسوسا لقبيلة تريد غزو أراضيهم ولم يتقبلوا أن يكون رسول البيض ذا بشرة سوداء. إضافة إلى كل هذا غاظتهم طلباته المتكررة بالحصول على الفيروز والنساء فقرروا قتله.)
في سيبولا، لم يجد سعيد بن حدو الأزموري الذهب والأحجار الكريمة كما كان يظن بل وجد فقط الموت ينتظره وإن كانت الرواية الأسبانية الرسمية حول مقتله هي التي أوردناها فإن لهنود المنطقة روايات أخرى مغايرة يرددونها. فمثلا تقول إحدى الروايات الخاصة بقبيلة هندية تسمى زوني التي تعتقد أن البومة طائر الموت ونذيره لأن قراب سعيد بن حدو الطبي كان مصنوها من ريش البوم فقد رأى الأهالي في ذلك نذير شؤم فقرروا قتله.
كما أن هناك رواية مشابهة تقول "بعث الازموري إلى حاكم مدينة -سيبولا- رسولين حاملين آنية تحتوي على بعض الخيوط وريشتين واحدة بيضاء والأخرى أرجوانية اللون. ولما مثل الرسولان أمام حاكم المدينة وقدما له الآنية رماها على الأرض غاضبا حينما شاهد محتواها وأمر الرسولين بالرجوع من حيث أتيا وأنذرهما بأنه سيقتل جميع أصحابها إن هم دخلوا المدينة. لكن الأزموري تجاوز هذا الامر واقترب من المدينة فألقي القبض عليه هو وأصحابه وفي اليوم التالي حاول الأزموري الفرار مع رفاقه غير أن حراس المدينة طاردوهم وقتلوا عددا منهم وسقط الأزموري بعد أن اصابه هو الآخر أحد السهام.
كما تقول رواية أخرى هندية أن زعيم قبيلة سيبولا أمر بقطع أطراف استيفانيكو وأرسل قطعة منها إلى زعماء القبائل حتى يتأكدوا من أن الأسود مجرد إنسان وليس ابنا للشمس.

## وصلات خارجية
- الرحالة مصطفى الأزموري، الجزيرة الوثائقية (شبكة الجزيرة)